# 1986-os magyar tekebajnokság
Az 1986-os magyar tekebajnokság a negyvennyolcadik magyar bajnokság volt. A bajnokságot április 26. és 27. között rendezték meg Szegeden, a Postás pályáján.

## Eredmények
| Versenyszám  | Arany                                                     | Arany | Ezüst                                                      | Ezüst | Bronz                                                 | Bronz |
| ------------ | --------------------------------------------------------- | ----- | ---------------------------------------------------------- | ----- | ----------------------------------------------------- | ----- |
| Férfi egyéni | Csányi Béla Ferencvárosi TC                               | 1833  | Mészáros József BKV Előre                                  | 1828  | Deáky Attila BKV Előre                                | 1803  |
| Férfi páros  | Csányi Béla, Mészáros József Ferencvárosi TC, BKV Előre   | 1805  | Deáky Attila, Madák Pál BKV Előre                          | 1753  | Fekete Mátyás, Deák István Szegedi EOL-DÉLÉP SE       | 1730  |
| Női egyéni   | Karalyos Gáborné Ferencvárosi TC                          | 862   | Imre Katalin Oroszlányi Bányász                            | 860   | Krégár Judit Kanizsa Sör                              | 859   |
| Női páros    | Vidács Györgyné, Kovácsné Kiss Erika Szegedi EOL-DÉLÉP SE | 883   | Karalyos Gáborné, Boda Istvánné Ferencvárosi TC, BKV Előre | 867   | Szabó Istvánné, Sáfrány Mihályné Szegedi EOL-DÉLÉP SE | 838   |